# Ioannis Malokinis
Ioannis Malokinis (græsk: Ιωάννης Μαλοκίνης; født 1880, død 1942) var en græsk sømand og svømmer. 
Malokinis deltog i de første moderne olympiske lege i Athen i 1896. Han blev olympisk mester i svømning for sømænd i 100 meter fri med tiden 2.20,4 i konkurrencen, der kun var for græske sømænd påmønstret marinens skibe i Piræus. Der var elleve tilmeldte i konkurrencen, men kun tre stillede op, og Malokinis sejrede foran Spyros Khazapis og Dimitrios Drivas.